# آلبراندس‌وارد
البراندسوارد (به هلندی: Albrandswaard) یک سکونتگاه مسکونی در هلند است که در هلند جنوبی واقع شده‌است.

## خصوصیات
البراندسوارد ۰ متر بالاتر از سطح دریا واقع شده‌است.